# Campton
|  | Per a altres significats, vegeu «Campton (Nova Hampshire)». |

Campton és una població del Comtat de Wolfe (Kentucky) als Estats Units d'Amèrica. Segons el cens dels Estats Units del 2000 tenia 424 habitants.

## Demografia
Segons el cens del 2000, Campton tenia 424 habitants, 196 habitatges, i 117 famílies. La densitat de població era de 151,6 habitants/km².
Dels 196 habitatges en un 28,6% hi vivien nens de menys de 18 anys, en un 41,8% hi vivien parelles casades, en un 16,3% dones solteres, i en un 40,3% no eren unitats familiars. En el 37,2% dels habitatges hi vivien persones soles el 14,3% de les quals corresponia a persones de 65 anys o més que vivien soles. El nombre mitjà de persones vivint en cada habitatge era de 2,16 i el nombre mitjà de persones que vivien en cada família era de 2,85.
Per edats la població es repartia de la següent manera: un 22,4% tenia menys de 18 anys, un 10,4% entre 18 i 24, un 28,1% entre 25 i 44, un 23,8% de 45 a 60 i un 15,3% 65 anys o més.
L'edat mediana era de 38 anys. Per cada 100 dones de 18 o més anys hi havia 84,8 homes.
La renda mediana per habitatge era de 17.778 $ i la renda mediana per família de 21.528 $. Els homes tenien una renda mediana de 24.375 $ mentre que les dones 21.875 $. La renda per capita de la població era d'11.167 $. Entorn del 31,8% de les famílies i el 34,6% de la població estaven per davall del llindar de pobresa.

## Poblacions properes
El següent diagrama mostra les poblacions més properes.